# Михайло Мутафов
Михайло Мутафов — болгарський актор. Народився 4 липня 1947 року в місті Харманли. 
Його батьки — фармацевти за професією — були біженцями з Західної Фракії. Дитинство актора проходить в місті Івайловград, де він навчається у середній школі.
Після трьох років навчання в Машинному електротехнічному інституті (з 1965 року Софійський технічний університет) потрапляє в театр Студентського будинку культури. Там він проводить один рік і вже наступного вступає до театрального інституту.
У 1972 році закінчив Національну академію театрального та кіно мистецтва імені Крастьо Сарафова в класі професора Желчо Мандаджиєва з помічником Крикором Азаряном.
З 1972 до 1975 року грає в димитровградському Муниціпальному драматичному театрі імені Апостола Карамітєва, де грає в таких виставах як «Підступність і кохання»  Фрідріха Шіллера, «Службогонці»  Івана Вазова, «Трамвай бажання» Теннессі Вільямса.
З 1975 року стає зіркою варненського Драматичного театру імені Стояна Бачварова. Зіграв безліч ролей у таких виставах як «Політ над гніздом зозулі» за Дейлі Васерманом, «Процес проти богомилів» за Стефаном Цаневим, «Ревізор» за Миколою Гоголем, «Ретро» за Олександром Галіним.
Відомий своєю статною фігурою, типовою чоловічою чарівністю мовлення навіть у літньому віці. В останні десять років часто працював з режисером Кленом Гардевим («Бастард», «МаратСад», «Пухеният», «Крум», «П'єса для дитини», «Калігула»).
Також Мустафов гастролює з театром в Хасково і Софії (Театр 199). Бере участь в більш ніж 20 картинах:
- «Скляні кульки», режисер Іван Черкелов (1999),
- «Після кінця світу», режисер Іван Ничев (1998),
- «Колодязь», режисер Дочо Боджаков (1991),
- «Не повертай назад», режисер Людмил Кирков (1971),
- «Справа 205/1939 П. К. Яворов» (1984) — Йордан Панов.

Михайло Мутафов є двократним володарем награди Аскеєр:
- в 2002 році за другорядну чоловічу роль («Готель між іншим та цим світом», за Ериком-Емануелом Шмитом, постановка: Миколай Ламбрев)
- в 2003 році за головну чоловічу роль («Марат/Сад», за Петером Вайсом, постановка: Явор Гардев).

На його честь присвячено документальний фільм «Самотній капітан в далекому плаванні» за Димитром Ризовим (2004, БНТ).
Його син — Мутафов молодший — грає в Малому міському театрі «За каналом».

## Телевізійний театр
- «Лоренцачо» (1983) (Альфред де Мюссе)

## Фільмографія
- «Усюдисущий» (2017) - Кирил Борилов, батько
- «Бартер» (2017) - Резо
- «Честь» (2017) - Манол, генерал на пенсії і рибалка
- «Колір хамелеона» (2012) - Етчєр
- «Острів» (2011), (Болгарія / Швеція / Польща) - ІлІя
- «Дзифт» (1977) - в'язень Ван Вурст «Око», наставник
- «Скляні кулі» (1999) - капітан
- «Після кінця світу» (1998),(Болгарія / Німеччина / Греція) - Георгій
- «Колодязь» (1991)
- «Дев'ять - число кобри» (1989), (3 серії) - доктор Еміл Вітанов
- «У пошуках капітана Гранта» (1985,  7 серія) -  СРСР / Болгарія
- «Справа 205/1913 П. К. Яворов» (1984)
- «Проти вітру» (1977) - капітан Ради Петров
- «З дітями на море» (1972) - Огнян (в новелі «Дельфін“)
- «Циклоп» (1976) - Еді, капітан підводного човна
- «Не повертайся назад» (1971) - поручик Сабев